# Nyitott kör armada
A Nyitott kör armada vagy flotta a Csillagok háborúja világában szereplő hadi alakulat.

## Történelem
A nyitott kör armada a Klónok háborújában harcolt a Köztársasági flotta részeként, ismertséget a Peremvidéki harcok során szerzett Obi-Wan Kenobi és Anakin Skywalker vezetése alatt. Kiemelkedően teljesített a Coruscanti csatában, ahol sikeresen kiszabadították a főkancellárt és visszaverték a szeparatisták támadását. A háború végén jelentős szerepe volt a Kashyyyki csatában. A Birodalom megalapulásával a flotta elenyészett.

## Felépítése
A csatákat általában az admirálisok irányították a zászlóshajóról, míg a jedik vadászgépeikkel maguk vezették csatába a pilótákat. A flotta több ezer klón és nem-klón pilótát, tüzért és tisztet tartalmazott. A Klónháború végére a flotta (legalább) 5 szektor-flottából állt össze, ezek egyedül is erősek voltak ahhoz, hogy felvegyék a harcot a szeparatista flották ellen. Így az armada több helyen is tudott harcolni.
A flottára jellemző volt a Venator osztályú csillagromboló, ami rendkívül sok vadászt tudott magával hordozni. A flotta részét képezte a 7. Elit osztag, ahol a klónhadsereg legjobb pilótái kaptak helyet.